# Terény (Szlovákia)
Terény (más néven Hársasterény vagy Hontterény, szlovákul: Terany) község Szlovákiában, a Besztercebányai kerületben, a Korponai járásban. Alsó- és Felsőterény egyesítésével jött létre.

## Fekvése
Korponától 24 km-re délnyugatra fekszik.

## Története
A régészeti leletek tanúsága szerint a mai Terény területén már a római korban is állt település.
A mai falut 1298-ban "Teryan" néven említik először. 1356-ban "Terien" alakban említik. Györffy György szerint a Tarján törzs szállásterülete volt, innen kapta a nevét. Terénynek már 1448-ban volt gótikus temploma. A 17.–18. században birtokosai a Berényi és Lipthay családok voltak. A 19. században a Boronkay család birtoka. A falu régi dűlőnevei mind arra utalnak, hogy azokat még a magyarok adták. A lakosság később elszlovákosodott. 1715-ben malma és 19 háza állt. 1828-ban 39 házában 235 lakos élt, akik mezőgazdasággal és a 19. századig szőlőtermesztéssel foglalkoztak. A 19. század végén a faluban gőzmalom működött.
Alsóterény a 14. században keletkezett Felsőterény határában. Külön 1387-ben szerepel először írott forrásban "Kysterien" alakban. Alsó- és Felsőterényt együtt a múltban Hársasterényként is említik. 1470-ben "Also Theryen", 1564-ben "Teryen nobilium" alakban említik. A 19. század elején a Berényi és Lipthay családok birtoka. 1715-ben nemesi községként 15 háztartása volt. 1828-ban 29 házát 299-en lakták. Lakói a mezőgazdaságból éltek.
Vályi András szerint "TERENY. Alsó, és Felső Tereny. Két faluk Hont Várm. földes Uraik Gr. Berényi, és Zsembery Uraságok, lakosaik katolikusok, és reformátusok, fekszenek Egekhez nem meszsze, mellynek filiáji; földgyeik középszerűek, legelőjök elég van, szőlőhegyei középszerű borokat teremnek, fájok nem elég."
Fényes Elek szerint "Terény (Alsó-Felső), 2 egymás mellett lévő tót falu, Honth vgyében, az első 36 kath., 180 evang., s ev. templommal; a második 53 kath., 240 evang. lak. Földjük termékeny; boruk, gyümölcsük sok. F. u. többen. Ut. p. Szántó."
Hont vármegye monográfiája szerint "Alsóterény, tót kisközség, a Selmecz patak partján, 41 házzal és 236 ág. h. ev. lakossal; vasúti megállója helyben van, távirója Teszér, postája Gyügy. Az ősmagyar Tarján, vagy Terjén-had ez egyik telepe ma már egészen eltótosodott; még a mult század elejéig, 1820-ig, minden negyedik vasárnapon magyar prédikáczió volt a templomban, azóta azonban csupán tót szót hallunk. A XVIII. század első felében a gróf Berényi és Lipthay családokat uralta a falú. A mult században a Podhorszky-családot találjuk itt. Alsóterényhez tartozik Rigómáj-major."
"Felsőterény, azelőtt Alsóterénynyel együtt Hársasterény, magyar-tót kisközség a Selmecz-patak mellett, 71 házzal és 357 ág. h. ev. lakossal; vasúti állomása és távirója Teszér, postája Gyügy. Az ősmagyar Tarján vagy Terjén had e telepe a századok során teljesen eltótosodott. a XVII. és a XVIII. században a gróf Berényiek birtoka volt, a múlt században a Boronkayak szerezték meg, majd pedig a Geussenhaimer család és attól Helbig váltotta magához. Jelenleg Balla Gézának van itt nagyobb birtoka és gőzmalma. Felsőterény községhez tartozik a Bába-major."
1900-ban a Felvidéki Magyar Közművelődési Egyesület népkönyvtárat adományozott Felsőterénynek. A trianoni békeszerződésig Hont vármegye Ipolysági járásához tartozott. Alsó- és Felsőterényt 1944-ben egyesítették.

## Népessége
| Év:            | 1994. | 2004.   | 2014.    | 2024.   |
| -------------- | ----- | ------- | -------- | ------- |
| Emberek száma: | 713   | 727     | 639      | 588     |
| Eltérés:       |       | +1,96 % | -12,10 % | -7,98 % |

| Év:            | 2023. | 2024. |
| -------------- | ----- | ----- |
| Emberek száma: | 588   | 588   |
| Eltérés:       |       | +0 %  |

1880-ban Alsóterény 191 lakosából 22 magyar és 165 szlovák anyanyelvű, Felsőterény 343 lakosából 37 magyar és 292 szlovák anyanyelvű volt.
1890-ben Alsóterény 179 lakosából 24 magyar és 154 szlovák anyanyelvű, Felsőterény 355 lakosából 47 magyar és 301 szlovák anyanyelvű volt.
1900-ban Alsóterény 236 lakosából 41 magyar és 191 szlovák anyanyelvű, Felsőterény 357 lakosából 53 magyar és 302 szlovák anyanyelvű volt.
1910-ben Alsóterény 211 lakosából 147 szlovák, 45 magyar, 3 német és 16 egyéb anyanyelvű, míg Felsőterény 310 lakosából 245 szlovák, 60 magyar, 2 német és 3 egyéb anyanyelvű.
1921-ben Alsóterény 211 lakosából 25 magyar és 173 csehszlovák, Felsőterény 328 lakosából 12 magyar és 303 csehszlovák volt.
1930-ban Alsóterény 228 lakosából 3 magyar és 225 csehszlovák, Felsőterény 332 lakosából 1 magyar és 323 csehszlovák volt. Alsóterény lakosságából 143 evangélikus, 77 római katolikus, 6 izraelita és 2 egyéb vallású volt.
1991-ben 715 lakosából 7 magyar és 701 szlovák volt.
2001-ben 747 lakosából 704 szlovák és 8 magyar volt.
2011-ben 680 lakosából 597 szlovák, 33 cigány, 4 magyar, 1 cseh és 45 ismeretlen nemzetiségű volt.
2021-ben 583 lakosából 3 (+3) magyar, 1 (+51) cigány, 552 (+3) szlovák, 3 (+1) egyéb és 24 ismeretlen nemzetiségű volt.

## Neves személyek
- Itt született 1941-ben Ladislav Ballek szlovák író, politikus és diplomata. Nevéhez kötődik a realizmus újjáéledése 1968 után a szlovák irodalomban.

## Nevezetességei

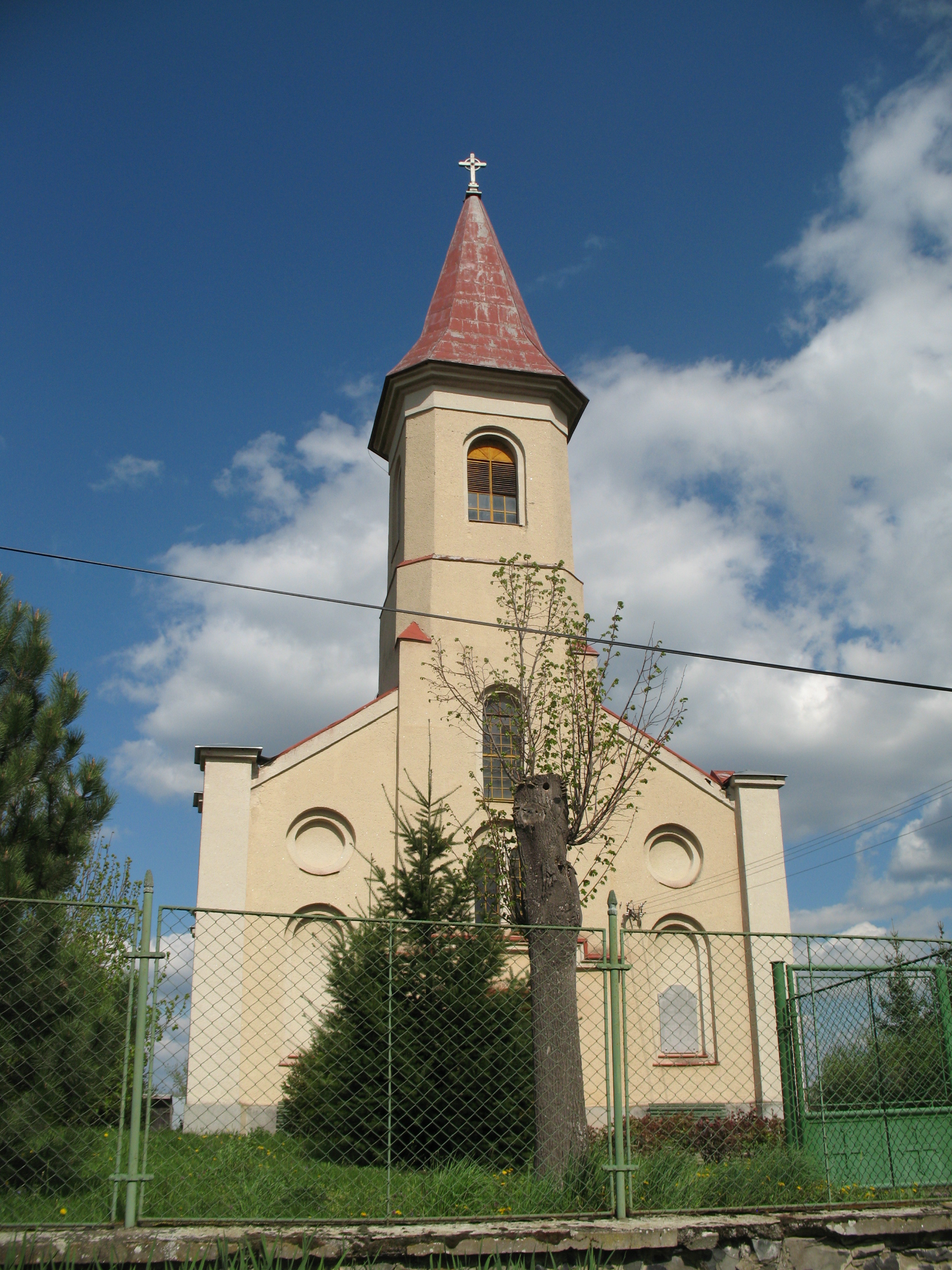
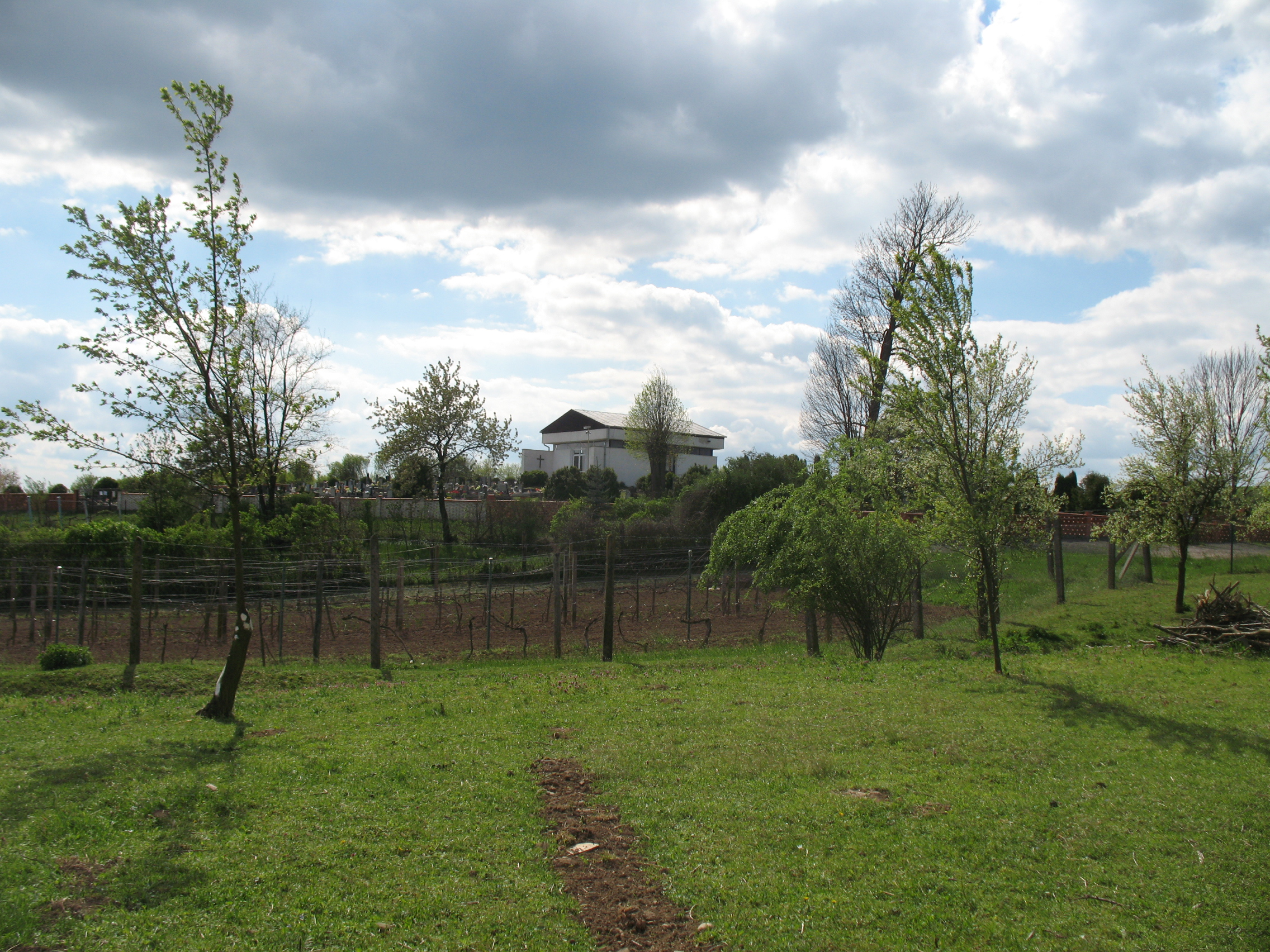

- Evangélikus temploma 1811-ben épült a korábbi templom helyén, melyet 1783-ban emeltek a középkori gótikus templom bővítésével.
- A községben egy régi kastély is található.

## Külső hivatkozások
- Községinfó
- Terény Szlovákia térképén
- Regionhont.sk
- Infotour.sk
- E-obce.sk Archiválva 2008. február 7-i dátummal a Wayback Machine-ben